# Aon hotVolleys Wien

aon hotVolleys Wien er en østrigsk volleyballklub som spiller deres hjemmekampe på Budocenter i Wien.
Førsteholdet deltager i CEV Champions League i sæsonen 2007-2008. Teamet deltager desuden i den bedste østrigske række og i den mellemeuropæiske liga, MEVZA. Med i alt 16 mestertitler og 13 pokalsejre er hotVolleys det mest succesrige mandskab i Østrig.

## Tidligere navne
- ....-1999 : Donaukraft Wien
- 1999-2001 : e.on Hotvolleys Wien
- 2001-2002 : Hotvolleys Wien
- 2002-2003 : Wien hot Volleys
- 2003-i dag : aon hotVolleys Wien

## 2006/07 hold
- Darko Antunovic
- Ralph Bergmann
- Ivan Ilic
- Axel Jacobsen
- Steven Keir
- Daniel Kleinmann
- Tomas Kmet
- Thomas Kröger
- Ilija Nikolic
- Michael Novak
- Gerald Reiser
- Alexey Sanko
- Lukas Schützenhofer